# Усть-Соболевка
Усть-Со́болевка — село в Тернейском районе Приморского края. Административный центр и единственный населённый пункт Усть-Соболевского сельского поселения.
Село Усть-Соболевка приравнено к районам Крайнего Севера. Ранее (в 1900 е годы) называлось село д. Королёвка (Тахобэ) Партизанского р-на Приморского края : ВГД. В 1907 году деревня называлась «Участок Тахобэ Южно-Уссурийского уезда Сучанской волости». В 1907 году там уже жили и рождались люди. Это зафиксировано в метрических книгах. Так же ранее было название ( по свидетельству о рождении местного жителя) ДВК Советского района село Мысовое. Входило так же в  Мысовский сельский совет Хабаровского края. Так же можно встретить в документах Тернейский район Приморский округ. 

## География
Село Усть-Соболевка стоит на левом берегу реки Соболевка, примерно в 1 км до впадения её в бухту Соболевка Японского моря.
Лесная дорога к селу Усть-Соболевка идёт на север от села Максимовка, расстояние около 32 км. В 12 км севернее Усть-Соболевки находится упразднённая деревня Кузнецово.
От Усть-Соболевки до районного центра посёлка Терней по прямой около 200 км, до Владивостока по прямой около 640 км, а по морю около 750 км.
До посёлка Светлая на север по берегу моря около 60 км.

## Население
| 2002 | 2005 | 2010 | 2011 | 2012 | 2013 | 2014 |
| ---- | ---- | ---- | ---- | ---- | ---- | ---- |
| 294  | ↘289 | ↘238 | ↘237 | ↘226 | ↗227 | ↗229 |
| 2015 | 2016 | 2017 | 2018 | 2019 | 2020 |      |
| ↘227 | ↘226 | ↘222 | ↘215 | ↘213 | ↘199 |      |

## Улицы
| - ул. Новая, - пер. Почтовый, - ул. Советская, - ул. Совхозная, - ул. Школьная. |